# Krognål
Krognål (Alyssum) er en slægt med ca. 50 arter, som er udbredt i Middelhavsområdet, dvs. Nordafrika, Mellemøsten og Sydeuropa. Det er én-, to- eller flerårige urter (eller sjældent: halvbuske) med en buskagtig vækst og helrandede blade. Blomsterne sidder enkeltvis eller i sammensatte stande, der består halvskærme med få til mange enkeltblomster. De er regelmæssige og 4-tallige med hvide, gule eller rosa kronblade. Frugterne er skulper med mange frø.
Her beskrives kun de arter, som bliver dyrket i Danmark, eller som vokser her.
| Beskrevne arter |

- Grådodder (Alyssum alyssoides)
- Sølvkrognål (Alyssum argenteum)
- Biblomme ("Alyssum maritimum"), se Biblomme (Lobularia maritima)
- Bjergkrognål (Alyssum montanum)
- Murkrognål (Alyssum murale)
- Alpeguldslør ("Alyssum saxatile"), se alpeguldslør (Aurinia saxatilis)
- Småbladet krognål (Alyssum serpyllifolium)
- Tornet krognål (Alyssum spinosum)
- Steppekrognål (Alyssum turkestanicum)
- Wulfenkrognål (Alyssum wulfenianum)

| Andre arter |

| - Alyssum alpestre - Alyssum atlanticum - Alyssum baumgartnerianum - Alyssum bornmuelleri - Alyssum borzaeanum - Alyssum bracteatum - Alyssum canescens - Alyssum condensatum - Alyssum constellatum - Alyssum corsicum - Alyssum cuneifolium - Alyssum dasycarpum - Alyssum desertorum - Alyssum diffusum - Alyssum erosulum - Alyssum flahaultianum | - Alyssum granatense - Alyssum handeli - Alyssum hirsutum - Alyssum idaeum' - Alyssum lenense - Alyssum ligusticum - Alyssum linifolium - Alyssum loiseleurii - Alyssum marginatum - Alyssum markgrafii - Alyssum minutum - Alyssum nebrodense - Alyssum obovatum - Alyssum ovirense - Alyssum pateri - Alyssum peltarioides | - Alyssum purpureum - Alyssum repens - Alyssum scutigerum - Alyssum sibiricum - Alyssum simplex - Alyssum stapfii - Alyssum strictum - Alyssum strigosum - Alyssum szowitsianum - Alyssum tortuosum - Alyssum umbellatum - Alyssum xanthocarpum |